# 1985 год в телевидении
Список 1985 год в телевидении описывает события в мире телевидения, произошедшие в 1985 году.

## События

### Январь
- 1 января — Запущен телеканал «VH1».

### Февраль
- 10 февраля — Вышел в эфир первый выпуск информационной передачи Новости ЦТ СССР (ныне — Новости Первого канала).

### Май
- 1 мая — Запущен телеканал «Youtoo TV».

### Июль
- 1 июля — Запущен телеканал «Nick at Nite».

### Сентябрь
- 1 сентября — Запущен телеканал «CNN International».

### Без точных дат
- Вышел в эфир первый выпуск телепередачи «12 этаж».
- Вышел в эфир первый выпуск телепередачи «Телекурьер».
- Вышел в эфир последний выпуск телепередачи «Ленинский университет миллионов».

## Родились
- 19 января — Ксения Седунова — российская телеведущая.
- 2 февраля — Юлия Михальчик — российская поп-певица и телеведущая.
- 12 апреля — Ольга Серябкина — российская поп-певица и телеведущая.
- 18 апреля — Елена Темникова — российская поп-певица и телеведущая.
- 7 ноября — Мария Васильева — российская телеведущая.